# Medal na Pamiątkę Poświęcenia Soboru Chrystusa Zbawiciela
Medal na Pamiątkę Poświęcenia Sobóru Chrystusa Zbawiciela (ros. Медаль «В память освящения Храма Христа Спасителя») – rosyjskie odznaczenie cywilne.

## Historia
Odznaczenie zostało ustanowione ukazem cara Aleksandra III z dnia 27 maja 1883 dla wyróżnienia osób, które uczestniczyły w latach 1839–1881 w budowie soboru Chrystusa Zbawiciela w Moskwie.
Odznaczenie miało trzy stopnie: srebrny, złoty i złoty z diamentami.

## Zasady nadawania
Odznaczenie było nadawane budowniczym soboru, architektów, malarzy, rzemieślników, robotników i dostawców materiałów na tę budowę. Ponadto medal był nadawany także wyższym urzędnikom Guberni Moskiewskiej, Ministerstwa Spraw Wewnętrznych, Policji oraz duchownym, którzy mieli bezpośredni wpływ na budowę soboru.
Odznaczeń tych nadano: srebrnych – 1000, złotych – 230, złotych z diamentami – 20.

## Opis odznaki
Odznaka medalu jest okrągły krążek o średnicy 35 mm, wykonany ze srebra lub złota, były też medale ze złota, które miały wtopione diamenty. Medale poszczególnych stopni miały identyczny kształt, różniły się tylko rodzajem materiały z którego zostały wykonane.
Na awersie odznaczenia w środkowej części znajdują się monogramy czterech carów rządzących w okresie budowy soboru: Aleksandra I, Mikołaja I, Aleksandra II i Aleksandra III. Nad monogramami znajduje się korona carska, z której wychodzi wstęga otaczająca od góry monogramy. Na obrzeżach medalu w górnej części natomiast znajduje się napis w języku rosyjskim В ПАМЯТЬ ОСВЯЩЕНИЯ ХРАМА СПАСИТЕЛЯ (pol. Na pamiątkę poświęcenia Soboru Zbawiciela), a poniżej monogramów ВЪ ЦАРСТВОВАНИЕ ГОСУДАРЯ ИМПЕРАТОРА АЛЕКСАНДРА III 1883 г. (pol. Za panowania cesarza Aleksandra III 1883 r.).
Na rewersie medalu w środkowej części znajduje się rysunek przedstawiający sobór Chrystusa Zbawiciela w Moskwie. Nad nim półkolem wzdłuż krawędzi medalu jest napis ХРАМЪ ВО ИМЯ ХРИСТА СПАСИТЕЛЯ ВЪ МОСКВЕ (pol. Sobór pod wezwaniem Chrystusa Zbawiciela w Moskwie), a poniżej rysunku soboru, kolejny napis ЗАЛОЖЕНЪ 1839 ГОДА ОКОНЧЕНЪ 1881 г. (pol. Rozpoczęto 1839 r., zakończony 1881 r.).
Medale srebrne zawieszone był na wstążce orderowej Orderu św. Aleksandra Newskiego, a medale złote i złote z diamentami we wstążce orderowej Orderu św. Andrzeja.